# Karlheinz Kornhäusl

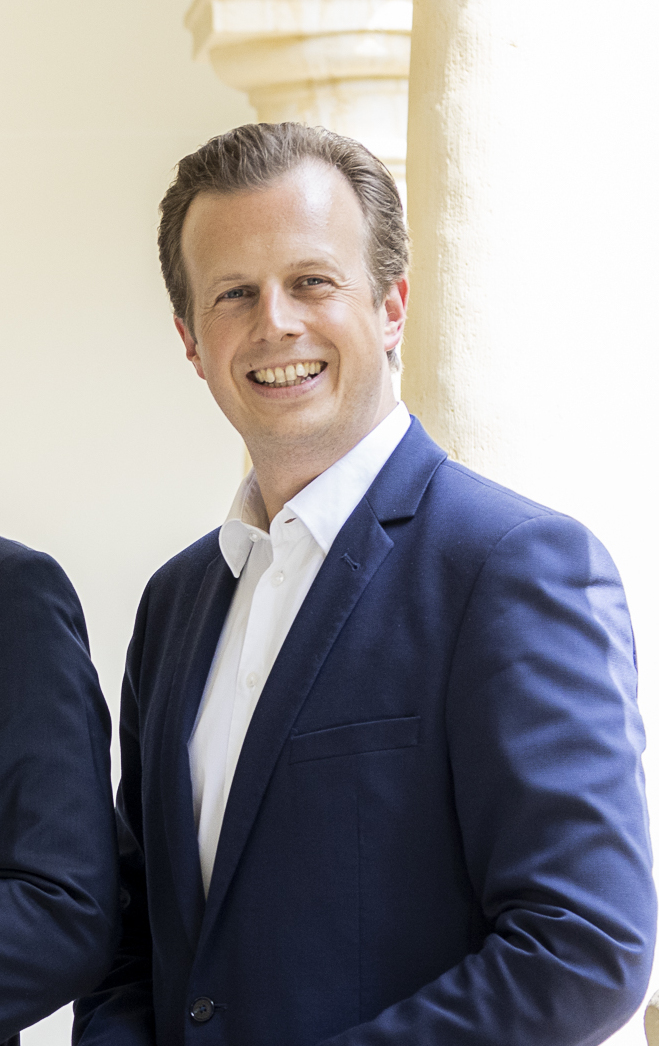
Karlheinz Kornhäusl im Juni 2022

Karlheinz Manuel Kornhäusl (* 1. Jänner 1982) ist ein österreichischer Politiker der Österreichischen Volkspartei (ÖVP). Ab dem 17. Dezember 2019 war er vom Landtag Steiermark entsandtes Mitglied des Bundesrates. Seit dem 17. Oktober 2023 ist er Landesrat der Landesregierung Drexler und seit Dezember 2024 der Landesregierung Kunasek.

## Leben

### Ausbildung und Beruf
Karlheinz Kornhäusl begann nach der Matura am Bundesgymnasium Rein im Stift Rein und der Ableistung des Präsenzdienstes 2001 ein Studium der Humanmedizin, das er 2009 an der Medizinischen Universität Graz mit der Promotion zum Doktor der Medizin abschloss. Anschließend absolvierte er die Ausbildung zum Arzt für Allgemeinmedizin und von 2014 bis 2019 die Ausbildung zum Facharzt für Innere Medizin am Landeskrankenhaus (LKH) Südsteiermark am Standort Wagna, wo er seit September 2019 als Facharzt für Innere Medizin tätig ist. Im September 2018 begann Kornhäusl ein MBA-Studium Healthcare and Hospitalmanagement an der Universität Linz.
In der Ärztekammer ist er als Obmann-Stellvertreter der Kurie Angestellte Ärzte Vorstandsmitglied der Ärztekammer Steiermark, auf Bundesebene ist er Obmann-Stellvertreter der Bundeskurie Angestellter Ärzte und Obmann der Bundessektion Turnusärzte. Kornhäusl ist Vater zweier Kinder. 2020 wurde er Vorstandsmitglied des Grazer AK.

### Politik
Kornhäusl war von 1999 bis 2017 Mitglied der Jungen Volkspartei (JVP), deren steirischer Landesleitung er angehörte. Seit April 2018 ist er ÖVP-Bezirksparteiobmann im Grazer Stadtbezirk Geidorf und ab Oktober 2017 stellvertretender Stadtgruppenobmann des Österreichischen Arbeitnehmerinnen- und Arbeitnehmerbundes (ÖAAB) Graz. Bei der Nationalratswahl 2017 kandidierte er auf Platz 27 der Bundesliste sowie auf dem sechsten Listenplatz im Regionalwahlkreis Graz und Umgebung und auf Platz 20 im Landeswahlkreis Steiermark.
Nach der Landtagswahl 2019 wurde er zu Beginn der XVIII. Gesetzgebungsperiode am 17. Dezember 2019 vom Landtag Steiermark in den Bundesrat entsandt. Im September 2022 wurde Kornhäusl am Landesparteitag der Steirischen Volkspartei zu einem der sechs Stellvertreter von Landesparteiobmann Christopher Drexler gewählt.
Im November 2022 folgte er Kurt Hohensinner als Grazer ÖAAB-Obmann nach. Mit 1. März 2023 übernahm er als Nachfolger von Karl Bader den Vorsitz in der ÖVP-Bundesratsfraktion.
Am 9. Oktober 2023 wurde er als Nachfolger von Juliane Bogner-Strauß als Gesundheitslandesrat in der Landesregierung Drexler präsentiert. Da zu seinem Ressort auch die Sportagenden zählen, trat er als Sportfunktionär des Grazer AK zurück. Am 17. Oktober 2023 wurde er im Landtag mit 33 von 47 abgegebenen Stimmen zum Landesrat gewählt und angelobt. Sein Ressort umfasst die Agenden Gesundheit, Pflege und Sport. Das Bundesratsmandat ging an Günther Ruprecht, Als Vorsitzende der ÖVP-Bundesratsfraktion folgte ihm Andrea Eder-Gitschthaler nach.
In der nach der Landtagswahl 2024 gebildeten Landesregierung Kunasek ist er für die Bereiche Gesundheit, Pflege und Kultur verantwortlich.